# Justin Marie Bomboko
Justin-Marie Bomboko Lokumba Is Elenge (Congo Belga, 22 de setembro de 1928 – Bruxelas, 10 de abril de 2014), conhecido como Justin Marie Bomboko, foi um político quinxassa-congolês. Foi Ministro das Relações Exteriores do Congo-Quinxassa; se tornou ministro em 1960, e foi brevemente primeiro-ministro de outubro de 1960 a fevereiro de 1961. Atuou também como ministro das Relações Exteriores durante três mandatos diferentes: 1960–1963, 1965–1969, e novamente em 1981.

## Carreira no governo
Em junho de 1960, Patrice Lumumba foi encarregado de formar o primeiro governo independente da República do Congo. Ele pesou suas opções para o Ministro das Relações Exteriores entre Thomas Kanza, André Mandi e Bomboko. Lumumba desconfiava do compromisso de Bomboko (a quem os belgas apoiavam) com a independência e a soberania nacional. Kanza, que melhor conhecia Bomboko, sugeriu que ficasse encarregado das Relações Exteriores, porque era deputado eleito e tinha mais apoio político. Lumumba acabou concordando com essa proposta, mas tornou Mandi secretário de Estado das Relações Exteriores para que ele pudesse monitorar suas atividades. Bomboko e Kanza acabaram sendo os únicos dois ministros do governo com formação universitária. O governo foi oficialmente investido pelo Parlamento em 24 de junho. Em 29 de junho, Bomboko e Lumumba assinaram o Tratado de Amizade, Assistência e Cooperação com seus homólogos belgas. Em 30 de junho, Dia da Independência, eles assinaram juntos os acordos que conferiam oficialmente a soberania ao Congo. Nos dias imediatamente após a independência, Bomboko estava principalmente preocupado com o estabelecimento de seu ministério. Ele ficou chateado com o fato de que a maioria dos contatos estrangeiros foram feitos principalmente através de Lumumba, em vez de diretamente através dele.
Em 5 de julho, as guarnições da Force Publique de Léopoldville e Thysville se amotinaram. A revolta se espalhou na manhã seguinte para outras cidades do Baixo Congo. Vários soldados receberam uma notícia falsa de que Lumumba havia trazido tropas soviéticas ao país para desarmar a Força Pública. Irritados com isso, eles invadiram os quartos de hotel da delegação soviética (que estivera presente para as celebrações da independência). Ao ouvir sobre o ocorrido, Lumumba instruiu Bomboko a assumir a responsabilidade pela segurança de todas as delegações estrangeiras presentes no Congo e a garantir que os soviéticos pudessem partir com segurança. Ele também dedicou muito de seu tempo a garantir que os europeus fugissem do país. Em 10 de julho, as tropas belgas realizaram uma intervenção militar alegadamente para garantir a evacuação dos europeus e começaram a ocupar partes do Congo. Mais tarde, naquela manhã, Bomboko encontrou-se com belgas em fuga no aeroporto de N'djili. Enquanto estava lá, declarou que a intervenção belga havia sido feita a seu pedido, embora isso provavelmente fosse falso e provavelmente apenas dito para aliviar as tensões; nenhum registro de qualquer pedido desse tipo foi encontrado, e os belgas nunca se preocuparam em citar um pedido formal ao tentar justificar sua intervenção. Uma interpelação foi posteriormente imputada contra ele pelo Parlamento em relação ao seu envolvimento no assunto. Em 15 de julho, ele compareceu ao Parlamento para rejeitar as acusações de "cumplicidade" pessoal em relação à intervenção belga e para afirmar sua concordância com as ações tomadas pelo primeiro-ministro Lumumba e pelo presidente Joseph Kasa-Vubu para restaurar a ordem. Em 28 de julho, ele foi nomeado membro de um comitê de gabinete encarregado de gerenciar as relações do governo com a Organização das Nações Unidas.
Bomboko morreu de uma doença prolongada, em Bruxelas, na Bélgica, com 85 anos.